# 에이미 퍼디

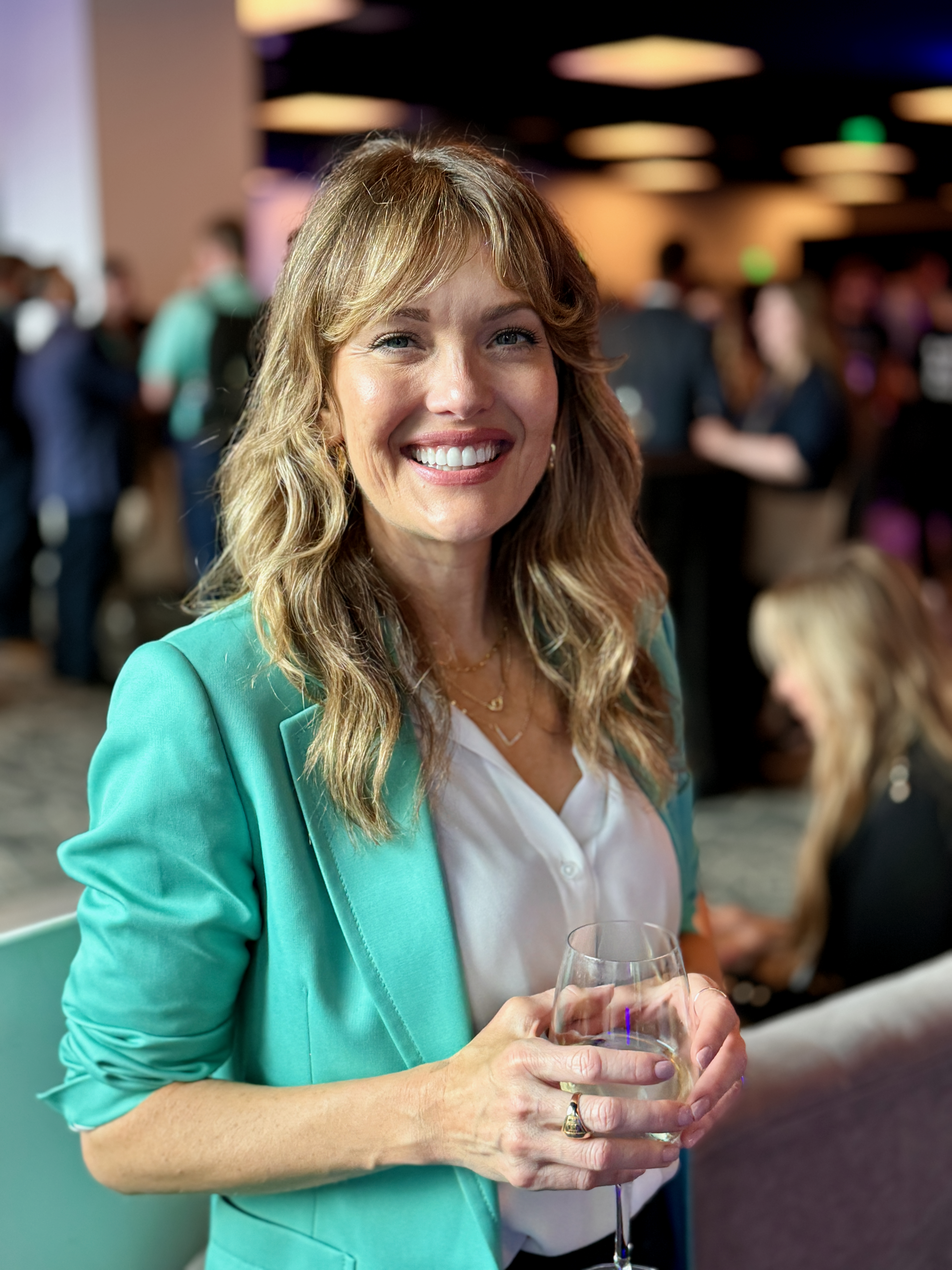

에이미 퍼디(Amy Purdy, 1979년 11월 8일 ~ )는 미국의 배우, 영화배우, 스노보드 선수이다.
라스베이거스에서 태어났다.